# Gerard Walraeven
Gerard Walraeven (Nijmegen, 1 maart 1942 - Nijmegen, 14 juni 2010) was een Nederlands beeldhouwer. Hij kreeg zijn opleiding van 1967 tot 1970 aan de Vrije Academie voor beeldende kunsten "Psychopolis" in Den Haag.
Over zijn werk heeft hij (omstreeks het jaar 2000) gezegd: "... ik maak geen kleine dingen, heb ik ook nooit gemaakt".

## Werken in de openbare ruimte (selectie)
Tot zijn in de openbare ruimte geplaatste abstracte beelden behoren:
- Kubus, in het Westerpark in Nijmegen, 1972
- Piramide (staal), Kraaijenberg (77) (op deze plek sinds 1999), Wijchen, 1976
- Wederzijdse doordringing, cortenstaal, in het Jubileumpark, Arnhem, 1979 (oorspronkelijk in Nijmegen geplaatst)
- Golvende plaat, lint van staal, Van Leijenberghlaan (7), Amsterdam-Zuid, 1980
- Linten (bijgenaamd de Scheet), een 5 m hoog object van cortenstaal, aan de Gerdesiaweg, boven metrostation, Rotterdam-Oost, circa 1980
- Grote golf, bogen van cortenstaal, Langbroekdreef/Gooiseweg, Amsterdam-Zuidoost, 1991[3]

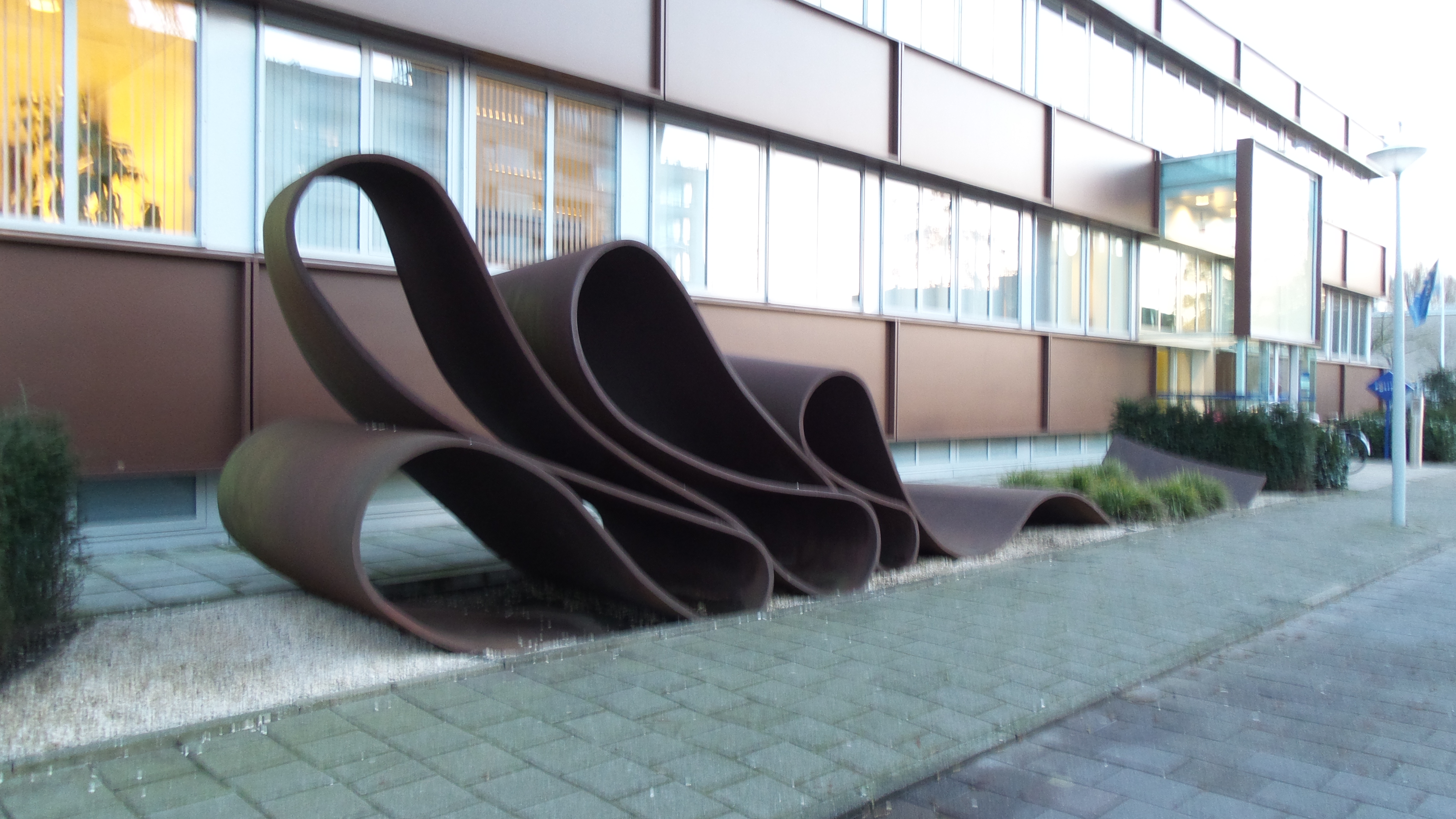
Golvende plaat, Amsterdam
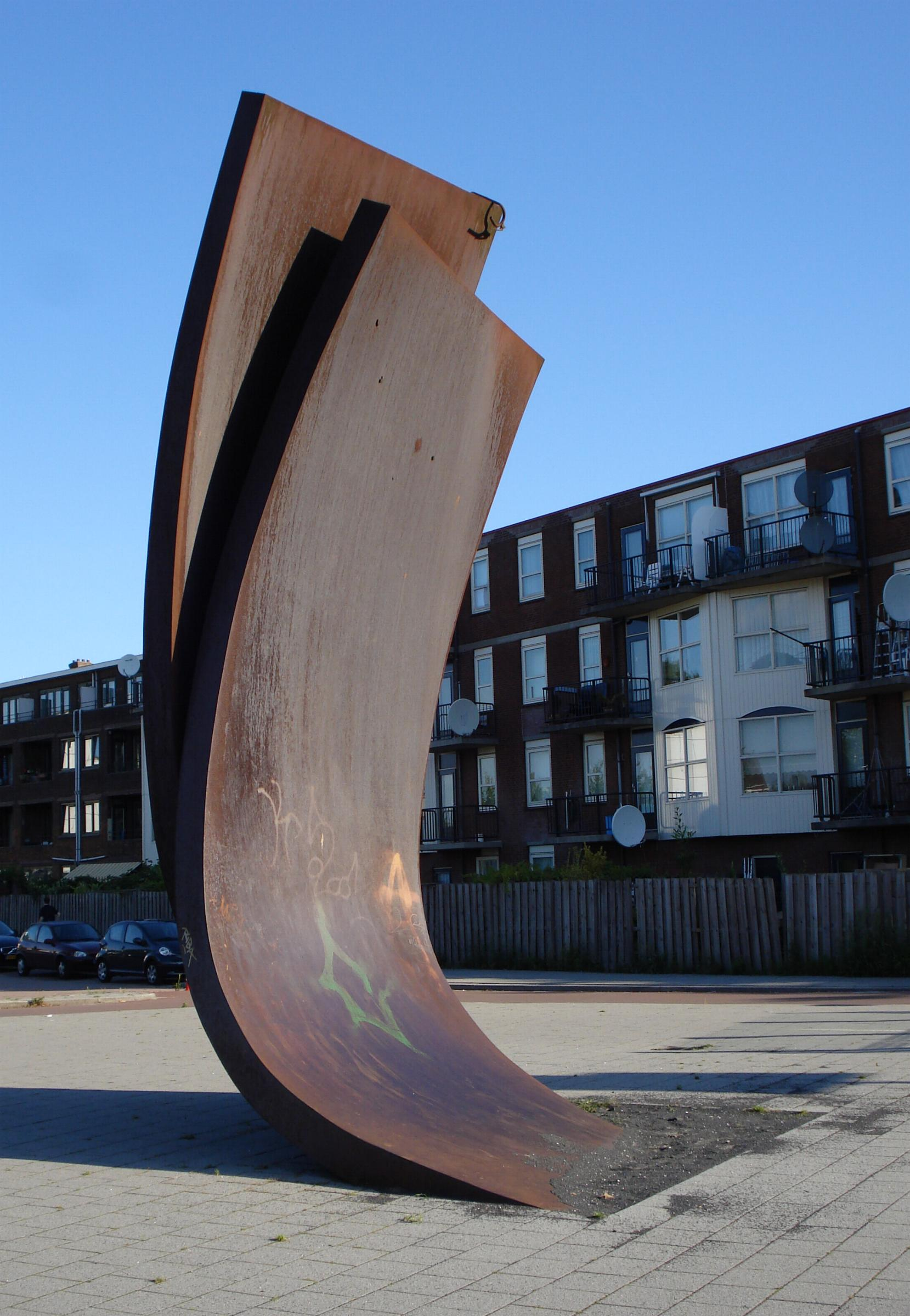
Gerdesiaweg, Rotterdam

- International Standard Name Identifier: 0000 0004 4383 2296
- Nederlandse Thesaurus van Auteursnamen: 383163080
- RKD-Nederlands Instituut voor Kunstgeschiedenis: 82710
- Virtual International Authority File: 311830616